# Quasimodoana
Quasimodoana är ett släkte av steklar som beskrevs av Forshage, Nordlander och Frefrik Ronquist 2008. Quasimodoana ingår i familjen glattsteklar.
Släktet innehåller bara arten Quasimodoana decipiens.